# Flekkefjord
Flekkefjord város Norvégia Vest-Agder megyéjében, a déli Sørlandet régióban.

## Földrajz
Területe 539 km², lakossága 2004-es adatok szerint 8918.
Sørlandet legnyugatibb városa. Nyugati szomszéda a Rogaland megyei Sokndal és Lund, észak felől a vest-agderi Sirdal, keleten Kvinesdal.

## Történelem
Formannskapsdistrikt, olyan község, amelyet 1838. január 1-jén hoztak létre. 1965. január 1-jén Flekkefjordba olvasztották Bakke, Gyland, Hidra és Nes községeket.
Fjordjáról kapta nevét, amely pedig a Flikka nevű farmról (óészaki nyelven Flikkar). A név jelentése ismeretlen.

## Közlekedés
Az E39-es európai főútvonalon fekszik, körülbelül félúton Kristiansand és Stavanger közt.

## Személyek
- Jens Henrik Beer (1731–1808), csempész és kereskedő
- Anders Beer (1801–1863), iparos és földművelő
- Anders Beer Wilse (1865–1949), fotográfus
- Marta Steinsvik (1877–1950), író
- Sigbjørn Hølmebakk (1922–1981), író
- Sverre Anker Ousdal, színész
- Eirik Verås Larsen, kajakozó
- Einar Rasmussen, kajakozó
- Gunvald Tomstad, háborús hős
- Peter Waage, (1833–1900), vegyész
- Ole Petter Andreassen, zenész, producer
- Tatjana Lars Kristian Guldbrandsen, festő
- Truls Haugland, (1977–), zenész és Web designer

## Külső hivatkozások
- Honlapja, Bokmål nyelven
- Flekkefjord térképe

1. ↑  Ordfører Torbjørn Klungland
2. ↑  07459: Alders- og kjønnsfordeling i kommuner, fylker og hele landets befolkning (K) 1986 - 2023. Statistics Norway, 2023. február 21.
3. ↑  Norvég Térképészeti Hivatal: Arealstatistikk for Norge 2020 (norvég (bokmål) nyelven). Area statistics for Norway 2020 . Norvég Térképészeti Hivatal, 2019. december 20.